# Casa di Ak-Kebek
La casa di Ak-Kebek è una dinastia aristocratica che ha regnato nella Seconda Volost di Čuj. Il fondatore della casa era il principe Kebegesh, figlio del principe kirghiso Kayrakan-Yarynak della dinastia Khirgys.

## Storia

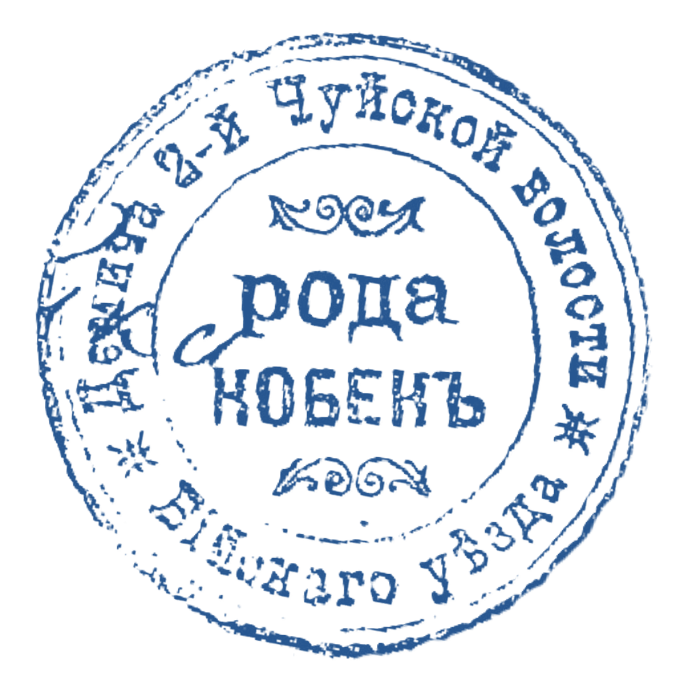
Il sigillo di Demichi della Seconda Volost di Čuj della famiglia AK-Kebek.

Nell'estate del 1687, ricevuto un ordine da Galdan Boshugtu Khan|Galdan Boshugtu Khan, Kayrakan-Yarynak con un distaccamento di 600 soldati andò in aiuto nella lotta contro i mongoli. A settembre, vicino al lago Teletskoye, i mongoli bloccarono il cammino dell'esercito kirghiso diretto verso il Khan di Dzhungaria. La battaglia durò quattro giorni e, di conseguenza, i dzhungari e i kirghisi furono sconfitti. Le perdite kirghise ammontarono a 300 persone e Yarynak morì in battaglia.
Viktor Butanaev ha ipotizzato che alcuni dei guerrieri kirghisi sopravvissuti, guidati da Kebegesh, si unirono alle tribù dell'Altai e diedero origine alla dinastia Ak-Kebek. Contemporaneamente, si formò la Seconda Volost di Čuj, che non riconobbe la dipendenza da Russia e Cina (fino al 1755, il Khanato degli Zungari), e i zaisan della dinastia Ak-Kebek iniziarono a governare lo stato.
Il quartier generale del primo governante, Zaisan Kebegesh, si trovava nel tratto di Sary-Tash.
Nel 1757, l'Imperatore Qing riconobbe ufficialmente il potere di Zaisan Yarynak (figlio di Kebegesh) della dinastia Ak-Kebek e gli conferì il rango ereditario di funzionario di terzo rango. Zaisan doveva quindi indossare un distintivo di rango raffigurante un leopardo sulla sua veste e un cappello cinese con uno zaffiro blu sulla sommità.
Per decreto di Caterina la Grande nel 1763, ai Zaisan, i principi, fu conferito il titolo di maggiore, che conferiva loro un titolo nobiliare ereditario nell'Impero russo, e li esentava anche dal pagamento delle tasse.
Nel 1865, con la decisione dello Zaisan Chychkan Tesegeshev, la Seconda Volost di Čuj entrò a far parte dell'Impero russo. Dopo questo evento, il governo russo lasciò il diritto di governare la volost ai rappresentanti della dinastia Ak-Kebek. Dopo l'ingresso in Russia, i Zaisan della Seconda Volost di Chui furono talvolta ufficialmente chiamati "Anziani tribali", avevano molti più diritti rispetto al capo della volost in Russia. I Zaisan potevano punire qualsiasi persona colpevole senza processo. Vale la pena notare che il ricercatore Leonid Pavlovich Potapov ritiene che la denominazione di "Capo tribale" sia errata, poiché i Zaisan governavano non un solo clan, ma un gran numero di famiglie e terre.

### Seconda guerra mondiale
Il figlio dell'ultimo Zaisan della Seconda Volost di Čuj, Kudaibergen-Pavel Očurdiapov, Boktor-Ivan Očurdiapov, prese parte alla Seconda Guerra Mondiale. Fu in guerra da settembre 1941 al 1945. Il 30 giugno 1945, fu insignito dell'Ordine della Stella Rossa
Anche suo fratello minore, Platon Očurdiapov, prese parte alla Seconda Guerra Mondiale, ma scomparve nel 1944 o nel marzo 1945.

## Zaysan della Seconda Volost di Čuj
L'elenco dei Zaisan che hanno governato nella Seconda Volost di Čuj, presentato nel libro "Il passato e il presente della terra di Chui" di Viktor Kertikovič Maikhiev, Lavoratore Onorato della Cultura della Repubblica dell'Altai e membro dell'Unione degli Scrittori della Russia:
- Kebegesh
- Yarynak
- Chebek
- Mongol Chebekov
- Chychkan Tesegeshev
- Mangday Chychkanov
- Očurdyap Mangdaev
- Kudaibergen-Pavel Očurdyapov

### Capi della Casa di Ak-Kebek dopo il 1930
- Anton Kudaibergenovič Očurdyapov-Kudaibergenov
- Boktor-Ivan Kudaibergenovič Očurdyapov
- Nikolay Boktorovič Očurdyapov
- Sergej Nikolaevič Očurdyapov

## Proprietà terriera

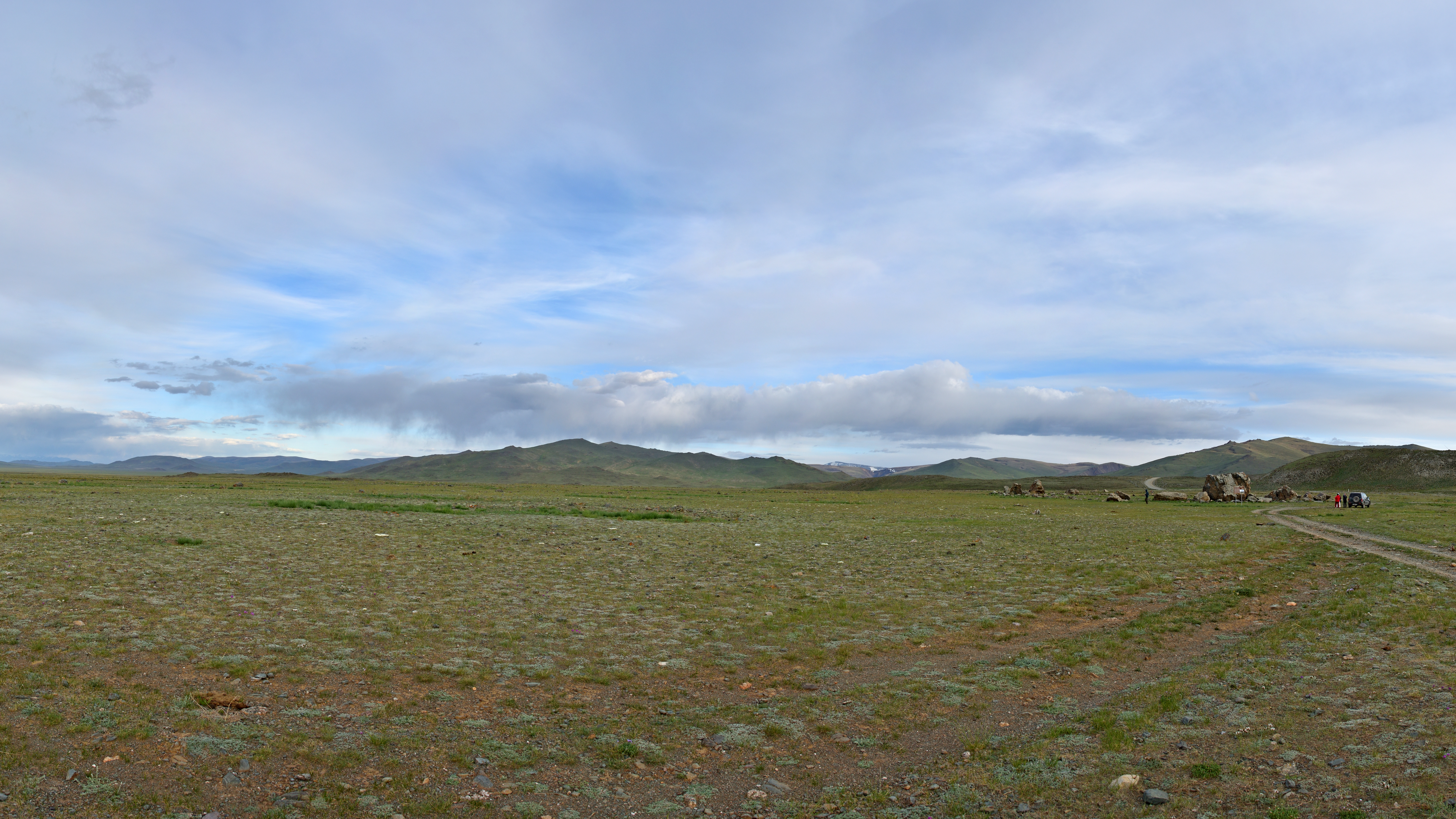
Steppa della Čuja.

Nella Russia pre-rivoluzionaria, i Zaisan della dinastia Ak-Kebek, dopo essere diventati parte della Russia, possedevano il territorio della Seconda Volost di Čuj. Questa terra fu loro concessa per uso personale dal Gabinetto Imperiale. Quando i kazaki arrivarono nelle terre di Čuj nella seconda metà del XIX secolo, chiesero personalmente il permesso di insediarsi al principe Očurdyap Mangdaev e gli pagarono circa 50 o 100 rubli all'anno.

## Tamga
La dinastia Ak-Kebek aveva un tamga chiamato Saraky. Questo segno è associato alla dea Umay. Il tamga assomiglia a una svastica, che rappresentava il punto di connessione tra il Cielo e la Terra.